# Topoli
Topoli (Bulgaars: Тополи) is een dorp in de Bulgaarse oblast Varna. Op 31 december 2019 telde het dorp 3.075 inwoners, waarmee het een van de grotere dorpen in Bulgarije is. Tot 13 augustus 1934 heette de plaats Indzji Kyoy (Bulgaars: Инджи кьой; Turks: İnciköy).

## Bevolking
De bevolking van Topoli bestaat nagenoeg uitsluitend uit etnische Bulgaren (97,5%). Het inwonersaantal is sinds 1975 relatief stabiel gebleven en schommelt tussen de 3.000 à 3.400 personen.
|  |

| Etnische samenstelling van de respondenten (2011) | Etnische samenstelling van de respondenten (2011) | Etnische samenstelling van de respondenten (2011) | Etnische samenstelling van de respondenten (2011) | Etnische samenstelling van de respondenten (2011) |
| ------------------------------------------------- | ------------------------------------------------- | ------------------------------------------------- | ------------------------------------------------- | ------------------------------------------------- |
|                                                   |                                                   |                                                   |                                                   |                                                   |
| Bulgaren                                          | Bulgaren                                          |                                                   | 97,5%                                             | 97,5%                                             |
| Turken                                            | Turken                                            |                                                   | 1,6%                                              | 1,6%                                              |
| Roma                                              | Roma                                              |                                                   | 0,2%                                              | 0,2%                                              |
| Anders/Onbekend                                   | Anders/Onbekend                                   |                                                   | 0,7%                                              | 0,7%                                              |